# Đảng Cộng hòa Quốc gia (Hoa Kỳ)
Đảng Cộng hòa Quốc gia, còn được gọi là Đảng Chống Jackson, là một đảng chính trị ở Hoa Kỳ phát triển từ phe của Đảng Dân chủ Cộng hòa ủng hộ John Quincy Adams trong cuộc bầu cử tổng thống năm 1824.
Trước cuộc bầu cử của John Quincy Adams vào vị trí tổng thống năm 1825, Đảng Dân chủ Cộng hòa,là đảng chính trị quốc gia duy nhất của Mỹ trong hơn một thập kỷ, đã bắt đầu rạn nứt, mất cơ sở hạ tầng và bản sắc. Chủ thể của nó không còn đáp ứng để lựa chọn các ứng cử viên bởi vì bây giờ họ có lợi ích riêng biệt. Sau cuộc bầu cử năm 1824, các phe phái đã phát triển để ủng hộ Adams và ủng hộ Andrew Jackson. Các chính trị gia ủng hộ Adams, bao gồm hầu hết những người Liên bang cũ (như Daniel Webster và chính Adams), sẽ dần dần phát triển thành Đảng Cộng hòa Quốc gia; và những chính trị gia ủng hộ Jackson sau này sẽ giúp thành lập Đảng Dân chủ hiện đại.
Sau thất bại của Adams trong cuộc bầu cử năm 1828, những người ủng hộ ông đã tập hợp lại xung quanh Henry Clay. Bây giờ là phe đối lập "chống Jackson", họ sớm tổ chức thành Đảng Cộng hòa Quốc gia. Được lãnh đạo bởi Clay, đảng mới duy trì triển vọng quốc gia lịch sử và mong muốn sử dụng các nguồn lực quốc gia để xây dựng một nền kinh tế mạnh mẽ. Nền tảng của nó là Hệ thống cải tiến nội bộ được tài trợ toàn quốc của Clay và thuế quan bảo vệ, sẽ thúc đẩy sự phát triển kinh tế nhanh hơn. Quan trọng hơn, bằng cách ràng buộc cùng nhau lợi ích đa dạng của các khu vực khác nhau, đảng dự định thúc đẩy sự thống nhất và hòa hợp dân tộc.
Đến cuộc bầu cử năm 1832, Clay đã bị đánh bại bởi Jackson. Thời điểm này, đảng Cộng hoà Quốc gia không còn uy tín như trước. Vì vậy, vào năm 1833, cùng với đảng chống Hội Tam điểm và một số đảng khác, đã hợp nhất thành đảng Whig. Đảng Cộng hoà Quốc gia chính thức chấm dứt từ đây.